# Besuchetostes keralae
Besuchetostes keralae är en skalbaggsart som beskrevs av Renaud Maurice Adrien Paulian 1975. Besuchetostes keralae ingår i släktet Besuchetostes och familjen Hybosoridae. Inga underarter finns listade.